# Verbotene Kraftfahrzeugrennen
Als verbotene Kraftfahrzeugrennen bezeichnet das deutsche Strafrecht einen Tatbestand, der im 28. Abschnitt des Besonderen Teils des Strafgesetzbuchs (StGB) in § 315d normiert ist. Dort zählt die Norm zur Deliktsgruppe der Verkehrsstraftaten. Sie soll die Sicherheit des Straßenverkehrs schützen. Zu diesem Zweck stellt sie mehrere Verhaltensweisen unter Strafe, die einen Bezug zu Straßenrennen aufweisen. Strafbar macht sich hiernach, wer ein verbotenes Kraftfahrzeugrennen ausrichtet oder durchführt, wer an einem solchen Rennen teilnimmt oder wer sich rücksichtslos und grob verkehrswidrig mit unangepasster Geschwindigkeit fortbewegt, um eine höchstmögliche Geschwindigkeit zu erzielen. Für die Strafbarkeit dieser Handlungen ist unerheblich, ob es zu einer konkreten Gefährdungslage oder sogar zu einem Unfall kommt. Damit handelt es sich bei § 315d StGB im Ausgangspunkt um ein abstraktes Gefährdungsdelikt.
Für verbotene Kraftfahrzeugrennen kann im Grundsatz eine Freiheitsstrafe bis zu zwei Jahren oder eine Geldstrafe verhängt werden. Damit handelt es sich um ein Vergehen. Kommt es allerdings zu einer konkreten Gefährdung oder einem Unfall, kann sich das Strafmaß gemäß den Absätzen 2 und 5 auf bis zu fünf bzw. zehn Jahren Freiheitsstrafe erhöhen.
Die praktische Relevanz des § 315d StGB ist im Vergleich zu anderen Delikten schwer zu beurteilen, weil die Vorschrift in den einschlägigen Statistiken lediglich teilweise erfasst wird. So ist insbesondere nicht bekannt, wie viele Fälle des § 315d StGB pro Jahr angezeigt werden. Der Strafverfolgungspraxis lässt sich allerdings zumindest entnehmen, dass es 2023 zu 1.507 Aburteilungen und 1.110 Verurteilungen kam.

## Normierung und Schutzzweck
§ 315d StGB lautet seit seinem Inkrafttreten am 13. Oktober 2017 wie folgt:
1. ein nicht erlaubtes Kraftfahrzeugrennen ausrichtet oder durchführt,
2. als Kraftfahrzeugführer an einem nicht erlaubten Kraftfahrzeugrennen teilnimmt oder
3. sich als Kraftfahrzeugführer mit nicht angepasster Geschwindigkeit und grob verkehrswidrig und rücksichtslos fortbewegt, um eine höchstmögliche Geschwindigkeit zu erreichen,
wird mit Freiheitsstrafe bis zu zwei Jahren oder mit Geldstrafe bestraft.
(2) Wer in den Fällen des Absatzes 1 Nummer 2 oder 3 Leib oder Leben eines anderen Menschen oder fremde Sachen von bedeutendem Wert gefährdet, wird mit Freiheitsstrafe bis zu fünf Jahren oder mit Geldstrafe bestraft.
(3) Der Versuch ist in den Fällen des Absatzes 1 Nummer 1 strafbar.
(4) Wer in den Fällen des Absatzes 2 die Gefahr fahrlässig verursacht, wird mit Freiheitsstrafe bis zu drei Jahren oder mit Geldstrafe bestraft.
Die Vorschrift ist dazu bestimmt, die Sicherheit des Straßenverkehrs zu bewahren. Letztlich werden damit vor allem Leib, Leben und Eigentum der anderen Verkehrsteilnehmer geschützt. Auf diese Schutzzwecke arbeiten die Tatbestandsvarianten des § 315d StGB auf unterschiedliche Weise hin. § 315d Abs. 1 Nr. 1, 2 StGB richten sich gegen die gesteigerte Unfallgefahr, die davon ausgeht, dass mehrere Personen im Straßenverkehr miteinander um die Wette fahren. Diese spezifische Gefahr wurzelt zum einen darin, dass die Rennteilnehmer die Verkehrssicherheit missachten, den Kontrollverlust über ihre Fahrzeuge in Kauf nehmen und ihre Aufmerksamkeit auf einander richten. Zum anderen besteht bei Straßenrennen eine ausgeprägte Gruppendynamik des Wettstreits. § 315d Abs. 1 Nr. 3 StGB, der tatbestandlich an das zu schnelle Fahren einer Einzelperson anknüpft, richtet sich demgegenüber gegen die Gefährlichkeit des Rasens.
Da § 315d Abs. 1 StGB mit der Verkehrssicherheit ein Rechtsgut der Allgemeinheit schützt, über das keine Einzelperson verfügen kann, ist eine rechtfertigende Einwilligung in diesen Tatbestand ausgeschlossen. Umstritten ist, ob die Strafbarkeit nach Abs. 2 durch eine Einwilligung des konkret Gefährdeten entfällt. Befürworter führen aus, dass eine solche Einwilligung das tatbestandliche Unrecht des konkreten Gefährdungsdelikts ausschließt. Schließlich bestehe dieses in der Gefährdung einer spezifischen Person. Die Rechtsprechung hat sich hierzu noch nicht ausdrücklich positioniert. Bei anderen konkreten Gefährdungsdelikten aus dem Bereich des Straßenverkehrs lehnte sie die Möglichkeit einer Einwilligung jedenfalls ab, da auch diese im Schwerpunkt die Verkehrssicherheit als Allgemeingut schützten.
In systematischer Hinsicht handelt es sich bei § 315d Abs. 1 StGB um ein abstraktes Gefährdungsdelikt. Für die Tatbestandsverwirklichung ist es also unerheblich, ob es zu einer Gefährdung oder einer Schädigung eines anderen kommt. Eine im Schrifttum vertretene Ansicht geht indes davon aus, dass die Vorschrift in Fällen verfassungskonform zu reduzieren ist, in denen keinerlei Gefahr vom Täterverhalten ausgeht, da die Strafandrohung andernfalls unverhältnismäßig wäre. In der Praxis hat sich diese Sichtweise allerdings bislang nicht durchgesetzt. Kommt es im Einzelfall zu einer konkreten Unfallgefahr, sind die Qualifikation des § 315d Abs. 2 StGB und die Erfolgsqualifikation des § 315d Abs. 5 StGB einschlägig, die das abstrakte Gefährdungsdelikt zu einem konkreten Gefährdungsdelikt aufwerten.

## Entstehungsgeschichte

### Lückenhafter strafrechtlicher Schutz vor Straßenrennen

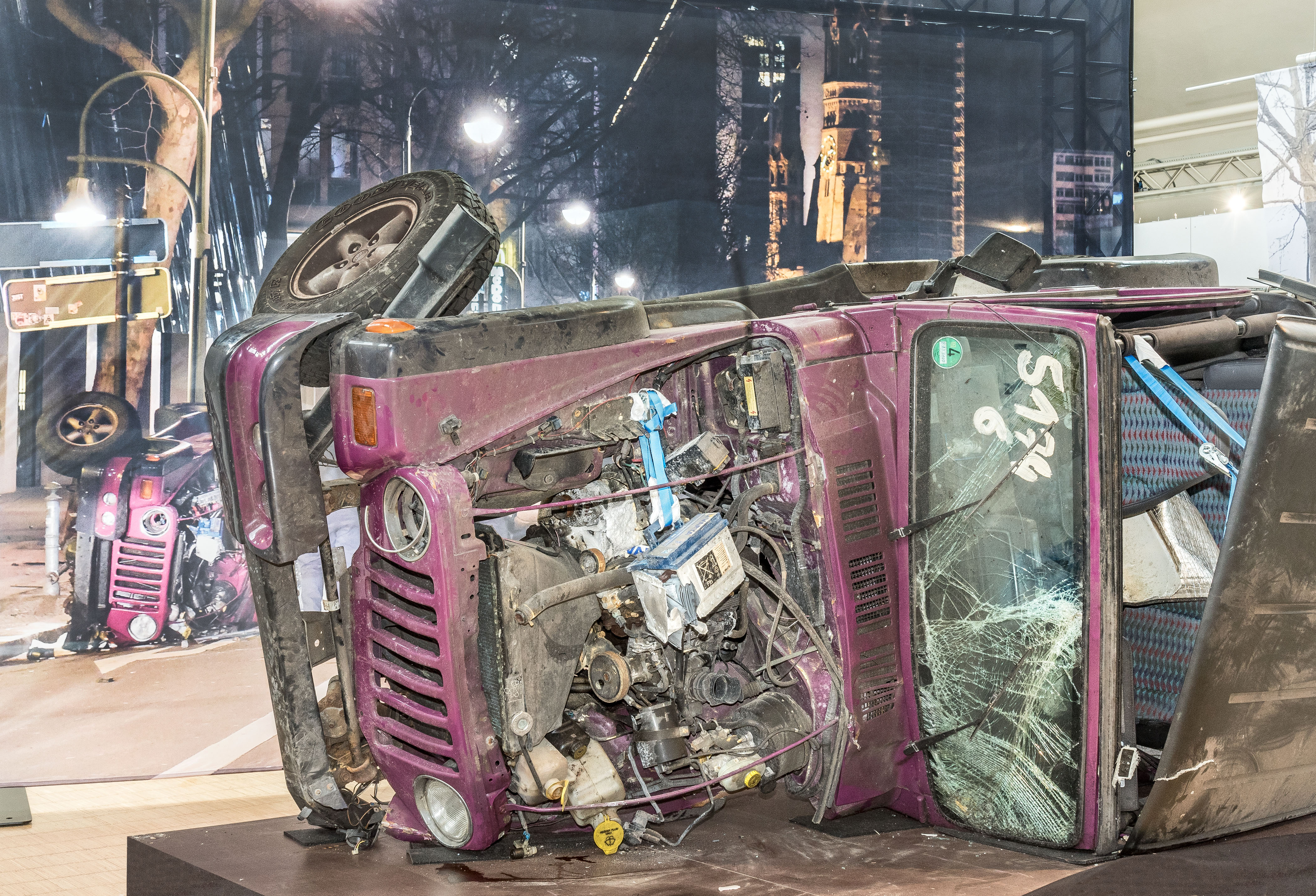
Fahrzeug des Opfers eines illegalen Straßenrennens in Berlin 2016

§ 315d StGB zählt zu den jüngeren Normen des StGB; er wurde mit Wirkung zum 13. Oktober 2017 ins Gesetz hinzugefügt. Der Gesetzgeber schuf die Norm, um der zunehmenden Häufigkeit illegaler Straßenrennen effektiv zu begegnen.
Unmittelbar vor Einführung der Vorschrift hatten sich bei solchen Rennen mehrfach schwere Unfälle ereignet, bei denen es zum Teil auch zu Todesfällen gekommen war. Strafrechtlich konnte die Beteiligung an illegalen Straßenrennen bislang nach verbreiteter Auffassung nur lückenhaft sanktioniert werden. Das Beteiligen an einem Rennen wurde im Grundsatz lediglich gemäß § 49 Abs. 2 Nr. 5 StVO iVm. § 29 Abs. 1 StVO als Ordnungswidrigkeit mit einem Bußgeld zwischen 400 und 500 € bestraft. Strafbar war die Rennteilnahme nur ausnahmsweise bei Vorliegen bestimmter Voraussetzungen. Am ehesten kam eine Gefährdung des Straßenverkehrs (§ 315c StGB) in Frage. Dieser Tatbestand setzt allerdings voraus, dass es zu einer konkreten Gefährdung einer unbeteiligten Personen oder einer Sachen von bedeutendem Wert kommt. Zudem erfordert er, dass der Täter eines der im Gesetz aufgeführten, besonders gefährlichen Fahrmanöver begeht, die bei Straßenrennen zwar oft, jedoch nicht stets verwirklicht werden. Daher bietet § 315c StGB nur lückenhaften Schutz vor Straßenrennen. Gleiches gilt für die fahrlässige Tötung (§ 222 StGB) oder die fahrlässige Körperverletzung (§ 230 StGB), die lediglich in Fällen einschlägig sind, in denen das Rennen zu einem entsprechenden Verletzungs- bzw. Tötungserfolg führt. Hinzu kommt, dass diese Tatbestände ebenso wie § 315c StGB maximal mit bis zu fünf Jahren Freiheitsstrafe bedroht sind und damit über einen eher kleinen Strafrahmen verfügen.
Auf einen größeren Strafrahmen griff das Landgericht Berlin zurück, indem es einen Teilnehmer wegen Mords (§ 211 StGB) verurteilte, der bei einem Straßenrennen einen tödlichen Unfall verursacht hatte. Diese Entscheidung wurde allerdings im juristischen Schrifttum äußerst kontrovers aufgenommen und in der Revision wegen unzureichender Feststellungen aufgehoben. Weitgehende Einigkeit besteht darüber, dass bei Tötungen durch Straßenrennen regelmäßig Mordmerkmale vorliegen; in Betracht kommen insbesondere die Heimtücke und niedere Beweggründe. Als problematisch hat sich jedoch der Nachweis des gemäß § 15 StGB notwendigen Tötungsvorsatzes erwiesen. Vorsätzlich handelt, wer in Kenntnis der Tatumstände den Eintritt des Taterfolgs billigend in Kauf nimmt. In der Regel vertrauen Raser allerdings ernsthaft auf das Ausbleiben eines Unfalls, da ein solcher im Zweifel zu einer erheblichen Selbstverletzung führt und die Aussichten auf den erstrebten Rennsieg zunichtemacht. Typischerweise handeln Raser daher nicht vorsätzlich, sondern lediglich fahrlässig. Ein Mord lässt sich Rasern deshalb nur in seltenen Fällen vorwerfen, in denen Täter nachweisen lässt, dass er sich mit der Möglichkeit eines tödlichen Unfalls abgefunden hat. Im Fall des LG Berlin bejahte der BGH das Vorliegen von Tötungsvorsatz letztlich, nachdem das LG in einem zweiten Anlauf eingehend herausgearbeitet hatte, warum die Eigengefährdung des Täters der Annahme eines Tötungsvorsatzes ausnahmsweise nicht entgegenstand.

### Erster Entwurf einer neuen Strafnorm gegen Straßenrennen
Der lückenhafte strafrechtliche Schutz vor illegalen Straßenrennen erschien vielen Stimmen aus dem juristischen Schrifttum als unzureichend. Sie kritisierten, dass die bisherige Einstufung illegaler Straßenrennen als Ordnungswidrigkeit der erheblichen Gefährlichkeit solcher Rennen nicht gerecht werde und keine hinreichende Abschreckungswirkung entfalte. Auch der Bundesrat konstatierte, dass sich vielerorts eine Raser-Szene entwickelt habe. Dies gab Anlass zur Entwicklung einer neuen Strafnorm, die sich spezifisch gegen illegale Straßenrennen wendet. Ein früher Gesetzesentwurf des Bundesrats griff die in § 49 Abs. 2 Nr. 5 StVO iVm. § 29 Abs. 1 StVO geregelte Ordnungswidrigkeit auf und wertete sie zu einer eigenständigen Straftat auf, die in einem neu zu schaffenden § 315d StGB enthalten sein sollte. Dieser Entwurf lautete:
1. ein nicht genehmigtes Kraftfahrzeugrennen veranstaltet oder
2. als Kraftfahrzeugführer an einem nicht genehmigten Kraftfahrzeugrennen teilnimmt, wird mit Freiheitsstrafe bis zu drei Jahre oder mit Geldstrafe bestraft.
Zudem schlug der Entwurf vor, die Teilnahme an einem Straßenverkehrsrennen als weitere Begehungsform in § 315c Abs. 1 Nr. 2 StGB aufzunehmen. Diese angedachte doppelte strafrechtliche Erfassung des Straßenrennens erklärt sich dadurch, dass es sich beim geplanten § 315d StGB um ein abstraktes, bei der Ergänzung des § 315c StGB hingegen um ein konkretes Gefährdungsdelikt handeln sollte. Letzteres hätte lediglich in Fällen Anwendung gefunden, in denen es zu einer konkreten Gefährdung von Leib, Leben oder Eigentum kommt, hätte allerdings aufgrund des zusätzlichen konkreten Gefährdungsunrechts auch eine härtere Bestrafung ermöglicht als der Entwurf des § 315d StGB.
Dass der Entwurf die Rennteilnahme durch ein abstraktes Gefährdungsdelikt sanktionieren wollte, stieß im Schrifttum auf Kritik: Eine Strafbarkeit sei in Fällen unverhältnismäßig, in denen keine andere Person oder Sache gefährdet werde. Auch die geplante Ergänzung des § 315c Abs. 1 Nr. 2 StGB sah sich der Kritik ausgesetzt: Diese füge sich nicht in die Systematik der Regelung ein, die sieben Regelverstöße, die sog. sieben Todsünden, aufzählt. Diese sind strafbar, sofern sie in grob verkehrswidriger und rücksichtsloser Weise begangen werden. Die Teilnahme an einem Straßenrennen sei stets grob verkehrswidrig und rücksichtslos, weshalb sie im Katalog der Todsünden deplatziert sei.

### Weiterentwicklungen des Bundesratsentwurfs
In einem zweiten Entwurf nahm der Bundesrat von der Erweiterung des § 315c StGB Abstand und ergänzte den Entwurf des § 315d um ein eigenständiges konkretes Gefährdungsdelikt als strafschärfende Qualifikation der abstrakten Verkehrsgefährdung. Ferner ergänzte er eine Erfolgsqualifikation für den Fall, dass ein Rennen zu schweren Verletzungsfolgen führt. Der überarbeitete Entwurf lautete wie folgt:
1. ein nicht genehmigtes Kraftfahrzeugrennen veranstaltet oder
2. als Kraftfahrzeugführer an einem nicht genehmigten Kraftfahrzeugrennen teilnimmt, wird mit Freiheitsstrafe bis zu zwei Jahren oder mit Geldstrafe bestraft.
(2) Wer unter den Voraussetzungen des Absatzes 1 Nummer 2 handelt und dadurch Leib oder Leben eines anderen Menschen oder fremde Sachen von bedeutendem Wert gefährdet, wird mit Freiheitsstrafe bis zu fünf Jahren oder mit Geldstrafe bestraft.
(3) Wer in den Fällen des Absatzes 2 die Gefahr fahrlässig verursacht, wird mit Freiheitsstrafe bis zu drei Jahren oder mit Geldstrafe bestraft.

### Ergänzung einer Strafbarkeit für Einzelraser
Noch nicht in den Bundesratsentwürfen enthalten war die Strafbarkeit des Einzelrasers, der unabhängig vom Vorliegen eines Straßenrennens mit weit überhöhter Geschwindigkeit am Straßenverkehr teilnimmt. Die Idee einer solchen Strafbarkeit brachte der Ausschuss für Recht und Verbraucherschutz nachträglich als § 315d Abs. 1 Nr. 3 StGB ins Gesetzgebungsverfahren ein. Er begründete sie damit, dass eine Strafbarkeit auch in Fällen geboten sei, in denen sich ein einzelner Verkehrsteilnehmer so verhält, als nähme er an einem Rennen teil. Gleichwohl wollte er Geschwindigkeitsübertretungen nicht pauschal mit einer Strafandrohung versehen; einen Vorschlag, der in diese Richtung ging, wies er ausdrücklich zurück. Damit stand der Ausschuss vor der Herausforderung, präzise zwischen strafwürdigem, rennähnlichem Rasen und bloßen Geschwindigkeitsübertretungen zu unterscheiden. Um diese Herausforderung zu bewältigen, grenzte er den Vorwurf des Einzelrasens durch mehrere unbestimmte Rechtsbegriffe ein. Hiernach bedarf es eines grob verkehrswidrigen und rücksichtslosen Verhaltens sowie eines Strebens nach höchstmöglicher Geschwindigkeit.
Der vorgeschlagene Einzelrasertatbestand sah sich erheblicher Kritik in den Expertenanhörungen und im juristischen Schrifttum ausgesetzt. Kritik richtete sich zunächst dagegen, dass sich diese Norm kaum in die Systematik des § 315d StGB einfüge, weil sie keinen Bezug zu Kraftfahrzeugrennen aufweise. Dementsprechend fehle es Einzelfahrern an der rennspezifischen Gefährlichkeit, die § 315d StGB unter Strafe stellt. Ferner wurden handwerkliche Mängel kritisiert. So machten die zahlreichen unbestimmten Tatbestandsmerkmale der Norm deren präzise Anwendung in der Praxis schwierig. Schwierig sei ferner, das von der Norm geforderte subjektive Streben nach höchstmöglicher Geschwindigkeit im Strafverfahren nachzuweisen. Hierbei handele es sich um eine sehr spezifische Absicht, die sich vor Gericht anhand objektiver Anhaltspunkte nur schwer mit der für eine Verurteilung notwendigen Gewissheit feststellen lasse.
Trotz der vielfachen Kritik ließ der Gesetzgeber den geplanten Einzelrasertatbestand im weiteren Gesetzgebungsverfahren unverändert.

### Inkrafttreten
Gegen Ende des Gesetzgebungsverfahrens ergänzte der Gesetzgeber seinen Entwurf um eine Versuchsstrafbarkeit. Die finale Fassung der Norm wurde durch das 56. Strafrechtsänderungsgesetz vom 30. September 2017 beschlossen und trat am 13. Oktober 2017 in Kraft.
Nach Inkrafttreten des § 315d StGB wurde gegen die Tatbestandsvariante des Einzelrasens eine konkrete Normenkontrolle mit dem Vorwurf einer zu großen Unbestimmtheit (Art. 103 Abs. 2 GG) erhoben. Das Bundesverfassungsgericht wies diese jedoch als unbegründet zurück, weil es den Tatbestand als ausreichend bestimmt ansah. Die Merkmale der groben Verkehrswidrigkeit und der Rücksichtslosigkeit seien bereits aus dem benachbarten § 315c StGB bekannt und durch eine gefestigte Rechtsprechung derart konkretisiert, dass die Normadressaten deren Bedeutungsgehalt ermitteln können. Viele Strafgerichte gehen dennoch davon aus, dass § 315d Abs. 1 Nr. 3 StGB restriktiv auszulegen ist, um den Konflikt mit dem Bestimmtheitsgebot abzuschwächen.

## Tatbestand

### Tatsituation
§ 315d Abs. 1 StGB setzt ein Handeln im öffentlichen Straßenverkehr voraus. Hierzu zählt wie auch im übrigen Verkehrsrecht der gesamte Verkehrsraum, der öffentlich ist, der also einer nach allgemeinen Merkmalen bestimmten größeren Personengruppe offensteht. Dies schließt insbesondere Straßen, Fußgängerzonen und Gehwege ein, weil diese von der öffentlichen Hand zur Nutzung durch die Allgemeinheit gewidmet wurden. Der Täter kann eine solche Widmung nicht aufheben, indem er eigenmächtig öffentliche Wege absperrt.
Privatgrundstücke gelten als Teil des öffentlichen Straßenverkehrs, sofern sie zur Nutzung durch die Allgemeinheit geöffnet wurden. So verhält es sich etwa bei Tankstellengeländen, Supermarktparkplätzen und Parkhäusern während der Öffnungszeiten. Ein Gegenbeispiel bieten Parkflächen eines Hotels, die ausschließlich zur Benutzung durch Gäste bestimmt sind.

### Tathandlungen

#### Ausrichten oder Durchführen eines nicht erlaubten Kraftfahrzeugrennens

##### Straßenrennen
§ 315d Abs. 1 Nr. 1 StGB verwirklicht, wer im Straßenverkehr ohne behördliche Erlaubnis (§ 29 Abs. 2 StVO) Kraftfahrzeugrennen ausrichtet oder durchführt.
Der Begriff des Kraftfahrzeugs entspricht dem aus § 1 Abs. 2, 3 StVG, erfasst also Landfahrzeuge, die durch Maschinenkraft bewegt werden, ohne an Bahngleise gebunden zu sein. Dies schließt neben Pkw und Motorrädern auch E-Scooter und Pedelecs mit ein.
Ein Rennen zeichnet sich nach der zum früheren § 29 Abs. 1 StVO ergangenen Rechtsprechung dadurch aus, dass mindestens zwei Kraftfahrzeuge auf einer erheblichen Wegstrecke um die Erzielung höchstmöglicher Geschwindigkeiten wettstreiten; es bedarf also eines Wettkampfelements. Nach überwiegender Auffassung gilt dieses Begriffsverständnis auch für § 315d Abs. 1 Nr. 1 StGB als Nachfolger der StVO-Bestimmung. Die Fahrer können ihre Rennabrede sowohl ausdrücklich vor Fahrtantritt als auch konkludent während des Fahrens treffen. Ein Rennen liegt demnach etwa auch vor, wenn sich zwei Fahrer spontan dazu entschließen, ein Überholen des jeweils anderen zu verhindern. Es kommt für die Tatbestandsmäßigkeit nicht darauf an, ob am Ende des Rennens eine Siegerermittlung stattfinden soll, da eine solche nicht notwendig ist, um dem Geschehen einen kompetitiven Charakter zu verleihen. Aufgrund der Notwendigkeit eines Wettkampfelements handelt es sich bei Fluchtfahrten nicht um Rennen. Diese können jedoch nach § 315d Abs. 1 Nr. 3 StGB strafbar sein. Der Wille zum Erzielen von Höchstgeschwindigkeiten liegt vor, wenn sich die Beteiligten in ihrer Geschwindigkeit gegenseitig übertreffen wollen. Es ist nicht notwendig, dass die Fahrer die Maximalgeschwindigkeit ihrer Fahrzeuge erreichen wollen. Umstritten ist, ob auch Wettkämpfe als Rennen anzusehen sind, bei denen nicht das Erzielen von Höchstgeschwindigkeiten im Vordergrund steht, sondern das Demonstrieren fahrerischer Geschicklichkeit. Teilweise wird auch dies als Rennen angesehen, überwiegend indes mangels Geschwindigkeitsbezugs des Wettstreits verneint.

##### Ausrichten oder Durchführen
Die Begriffe Ausrichten und Durchführen beschreiben unterschiedliche organisatorische Handlungen: Das Ausrichten bezieht sich auf die vorbereitende, eigenverantwortliche Organisation des Rennens. Hierzu zählen beispielsweise das Festlegen des Rennbeginns, das Planen des Streckenverlaufs, das Anwerben von Teilnehmern und das Entgegennehmen von Startgeldern. Umstritten ist, ob eine Strafbarkeit wegen Ausrichtens auch in Fällen in Betracht kommt, in denen das Rennen nicht stattfindet. Eine teilweise vertretene Auffassung hält dies für ausgeschlossen, weil der Schutzzweck des § 315d StGB erst mit Beginn des Rennens berührt werde. Hinzu komme, dass andernfalls die Vollendungsstrafbarkeit derart weit vorverlagert würde, dass unklar wäre, welchen Anwendungsbereich die Versuchsregelung des § 315d Abs. 3 StGB besitzt. Nach einer verbreiteten Gegenansicht ist es hingegen unerheblich, ob es zu einem Rennen kommt, da das Gesetz für eine solche Einschränkung keine hinreichenden Anhaltspunkte biete. Ferner schaffe bereits die Organisation eines Rennens eine Gefahr für die Allgemeinheit.
Der Begriff des Durchführens bezieht sich demgegenüber auf Organisationsmaßnahmen, die während des Rennens getroffen werden. Hierzu zählen typische Aufgaben eines Rennleiters, etwa das Geben des Startzeichens und die Betätigung als Streckenposten.

##### Vorsatz
Eine Strafbarkeit nach § 315d Abs. 1 Nr. 1 StGB setzt schließlich gemäß § 15 StGB voraus, dass der Täter zumindest mit bedingtem Vorsatz handelt. Dies trifft zu, wenn er Kenntnis von den oben beschriebenen Tatbestandsmerkmalen hat und den Eintritt des Taterfolgs billigend in Kauf nimmt. Handelt der Täter fahrlässig, etwa weil er irrig von einer Erlaubnis ausgeht, macht er sich zwar nicht strafbar, verwirklicht jedoch gemäß § 29 Abs. 2 S. 1 StVO eine Ordnungswidrigkeit.

#### Teilnahme an nicht erlaubten Kraftfahrzeugrennen
Nach § 315d Abs. 1 Nr. 2 StGB macht sich strafbar, wer an einem nicht erlaubten Kraftfahrzeugrennen als Fahrzeugführer teilnimmt. Als Fahrzeugführer gilt, wer ein Kraftfahrzeug eigenverantwortlich steuert. Weil diese Begehungsvariante lediglich von Fahrzeugführern begangen werden kann, handelt es sich nach vorherrschender Auffassung anders als bei § 315d Abs. 1 Nr. 1 StGB um ein eigenhändiges Delikt. Bei Beifahrern, die nicht in Fahrvorgänge eingreifen, kommt daher mangels Fahrzeugführereigenschaft allenfalls eine Teilnehmerstrafbarkeit in Betracht.
Auch eine Strafbarkeit nach § 315d Abs. 1 Nr. 2 StGB setzt voraus, dass der Täter zumindest mit bedingtem Vorsatz handelt.

#### Einzelrennen
Nach § 315d Abs. 1 Nr. 3 StGB macht sich schließlich strafbar, wer sich allein mit unangepasster Geschwindigkeit in grob verkehrswidriger sowie rücksichtsloser Weise fortbewegt, um eine höchstmögliche Geschwindigkeit zu erreichen. Auch bei dieser Variante handelt es sich um ein eigenhändiges Delikt.
Unangepasst ist eine Geschwindigkeit, die den im Einzelfall bestehenden Verkehrsumständen nicht gerecht wird. Gemäß § 3 Abs. 1 S. 1 StVO sind Fahrzeugführer verpflichtet, ihre Geschwindigkeit so zu wählen, dass sie ihr Fahrzeug in der konkreten Verkehrssituation sicher beherrschen. Einen Anhaltspunkt für die im Einzelfall gebotene Geschwindigkeit bieten Geschwindigkeitsbegrenzungen; deren Überschreitung indiziert regelmäßig das Vorliegen einer nicht angepassten Geschwindigkeit. Jedoch kann auch eine Geschwindigkeit, die unterhalb der gültigen Höchstgeschwindigkeit liegt, tatbestandsmäßig sein, so etwa, wenn besonders ungünstige Witterungsverhältnisse bestehen. Die Begriffe „grob verkehrswidrig“ und „rücksichtslos“ entstammen dem § 315c Abs. 1 Nr. 2 StGB. Grob verkehrswidrig verhält sich, wer in besonders grober Weise gegen die Straßenverkehrsregeln verstößt. Rücksichtslos handelt, wer sich aus eigensüchtigen Gründen über seine Pflichten gegenüber anderen Verkehrsteilnehmern hinwegsetzt oder aus Gleichgültigkeit keine Bedenken gegen sein Verhalten aufkommen lässt. Beide Anforderungen begründen eine Erheblichkeitsschwelle, die Verkehrsverstöße ausklammert, die aufgrund ihrer Geringfügigkeit nicht strafwürdig sind. Dabei bezieht sich die Verkehrswidrigkeit auf die objektive Schwere des Verkehrsverstoßes und die Rücksichtslosigkeit auf die Tätermotivation.
In subjektiver Hinsicht setzt eine Strafbarkeit nach § 315d Abs. 1 Nr. 3 StGB zusätzlich zum Vorsatz die Absicht voraus, eine höchstmögliche Geschwindigkeit zu erreichen. Dieses Merkmal soll den Einzelrasertatbestand auf Fälle mit rennähnlichem Charakter beschränken und dadurch verhindern, dass erhebliche Geschwindigkeitsüberschreitungen pauschal als strafbar eingeordnet werden. Die Auslegung des Absichtsmerkmals ist aufgrund seiner unbestimmten Formulierung mit beachtlichen Unsicherheiten verbunden. Dies betrifft zunächst die Frage, ob das Erzielen einer hohen Geschwindigkeit Hauptmotiv des Täters sein muss. Teilweise wird dies bejaht, da sich der Absichtsbegriff nach allgemeiner Strafrechtsdogmatik auf Hauptmotive bezieht. Überwiegend wird es hingegen als ausreichend angesehen, wenn das Erzielen hoher Geschwindigkeiten einem anderen Zweck dient, etwa der Flucht vor der Polizei.
Große Unsicherheit besteht ferner darüber, unter welchen Voraussetzungen davon ausgegangen werden kann, dass der Täter nach einer höchstmöglichen Geschwindigkeit strebt. Anders als es der Wortlaut der Norm nahelegt, besteht weitgehende Einigkeit darüber, dass es für eine Strafbarkeit nicht erforderlich ist, dass der Täter die technische Maximalgeschwindigkeit seines Fahrzeugs ausreizen will. Dies wäre in derart wenigen Situationen möglich, dass eine solche Lesart den Anwendungsbereich des Tatbestands in sachwidriger Weise verengen würde. Deswegen gilt als ausreichend, dass der Täter die in der jeweiligen Verkehrssituation höchstmögliche Geschwindigkeit anstrebt. Dies macht eine einzelfallbezogene Beurteilung der jeweiligen Verkehrssituation erforderlich. Das Kammergericht bejahte die Absicht etwa in einem Fall, in dem der Täter über mehrere Kilometer mit über 150 km/h durch eine Innenstadt fuhr. Das Landgericht Berlin nahm Absicht in einem Fall an, in dem der Täter mit hoher Geschwindigkeit zahlreiche verkehrswidrige Überholmanöver und Spurwechsel vorgenommen hatte.
Geringfügig abgeschwächt werden die Auslegungsprobleme des Absichtsmerkmals dadurch, dass die Rechtsprechung die Absicht dahingehend einschränkt, dass sie sich „auf eine unter Verkehrssicherheitsgesichtspunkten nicht ganz unerhebliche Wegstrecke“ beziehen muss. Dies schließt eine Strafbarkeit punktueller Geschwindigkeitsübertretungen aus.

## Versuch, Vollendung und Beendigung
Gemäß § 315d Abs. 3 StGB ist der Versuch lediglich in Fällen des Abs. 1 Nr. 1, dem Ausrichten oder Durchführen eines Rennens, strafbar. Von einem Versuch spricht man, wenn der Täter zwar zur Tat unmittelbar ansetzt, die Tat jedoch nicht zur Vollendung führt. Da die beiden Tatbestandsmerkmale Ausrichten und Durchführen typischerweise bereits im Vorfeld des Rennens verwirklicht werden, verlagert § 315d Abs. 3 StGB die Strafbarkeit weit in das Vorfeld einer potentiellen Verkehrsgefährdung. Deshalb wird verbreitet empfohlen, die Versuchsstrafbarkeit restriktiv zu interpretieren. In der Konsequenz gehen viele Autoren davon aus, dass die Tat das Versuchsstadium erst erreicht, sobald das Rennen unmittelbar bevorsteht.
Die rennbezogenen Tatvarianten des § 315d StGB sind mit Beginn des Rennens vollendet und mit dessen Abschluss beendet. Die Einzelraser-Variante ist demgegenüber mit dem Eintritt der Geschwindigkeitsüberschreitung vollendet und mit der Rückkehr zu einer angemessenen Geschwindigkeit beendet.

## Qualifikationen

### Konkrete Gefährdung
§ 315d Abs. 2 StGB enthält eine strafschärfende Qualifikation. Diese verwirklicht, wer vorsätzlich durch seine Teilnahme an einem Straßenrennen oder durch sein Auftreten als Einzelraser eine konkrete Gefahr für einen anderen Menschen oder eine Sache von bedeutendem Wert schafft. Auf den Rennveranstalter findet die Norm nach ihrem Wortlaut keine Anwendung, weil sich dessen Gefährdungspotential von dem des Fahrers unterscheidet.
Die Tatbestandsmerkmale dieser Qualifikation entstammen den § 315, § 315b, § 315c StGB und werden in gleicher Weise wie dort ausgelegt. Eine tatbestandsmäßige konkrete Gefährdung liegt demnach vor, wenn es aus Sicht eines Dritten lediglich vom Zufall abhängt, ob die Situation zu einem Schadenseintritt an Leib, Leben oder fremden Eigentum führt. Tatbeteiligte, wie etwa Beifahrer, kommen nach vorherrschender Auffassung hier wie dort als Gefährdungsobjekte nicht infrage, da sie nicht durch den Tatbestand geschützt werden. Als bedeutend gilt ein Sachwert ab 750 €.
Der Vorsatz des Fahrers muss sich sowohl auf die Tathandlung als auch auf die konkrete Gefährdung erstrecken. Zur Annahme des Gefährdungsvorsatzes genügt es in der Regel, dass sich der Täter eine Situation vorstellt, die dem eingetretenen Beinaheunfall im Wesentlichen entspricht. Ist dem Fahrer in Bezug auf die Gefährdung lediglich Fahrlässigkeit vorzuwerfen, macht er sich nach § 315d Abs. 4 StGB strafbar.
Für die Strafbarkeit ist nicht erforderlich, dass der Täter die Gefährdung eigenhändig verursacht. Es kann genügen, dass sich die Fahrer durch riskante, sorgfaltswidrige Fahrmanöver gegenseitig dazu motivieren, sich immer gefährlicher zu verhalten.

### Herbeiführen einer Todesfolge
In § 315d Abs. 5 StGB findet sich eine Erfolgsqualifikation, die das Delikt zum Verbrechen aufwertet. Diese verwirklicht, wer durch eine vorsätzliche Gefährdung nach § 315d Abs. 2 einen anderen Menschen mindestens fahrlässig (§ 18 StGB) tötet oder schwer in dessen Gesundheit schädigt. Alternativ macht sich hiernach strafbar, wer einer großen Zahl von Menschen eine Gesundheitsschädigung zufügt. Eine Strafbarkeit nach § 315d Abs. 5 StGB kommt insbesondere bei dem Fahrer in Frage, der den Unfall unmittelbar verursacht. Doch nach verbreiteter Auffassung machen sich auch die übrigen Rennteilnehmer nach § 315d Abs. 5 StGB strafbar, wenn es zum Unfall kommt, weil sie durch ihre Beteiligung am Rennen maßgeblich zum Entstehen der Unfallgefahr beigetragen haben.
Umstritten ist, ob die Verletzung des Beifahrers eines der am Rennen beteiligten Fahrzeuge eine Strafbarkeit nach § 315d Abs. 5 StGB begründen kann. Zweifel hieran weckt, dass Beifahrer die Fahrer regelmäßig zur Fahrt auffordern oder zumindest anfeuern, weshalb sie sich als Anstifter oder Gehilfen strafbar machen. Damit stehen sie auf Täterseite. Die Rechtsprechung hat zu dieser Frage noch keine Stellung bezogen. Beim benachbarten § 315c StGB geht sie indes davon aus, dass Tatbeteiligte nicht durch die Strafnorm geschützt werden, da sie nicht zugleich auf Täter- und Opferseite stehen könnten. Im Schrifttum wird dem für § 315d StGB zum Teil widersprochen, da es wertungswidersprüchlich wäre, könnten Anstifter und Gehilfen den nahezu unverzichtbaren Schutz ihres Lebens durch die Teilnahme an einem Straßenrennen verwirken.

## Prozessuales und Strafzumessung
Der Strafrahmen des § 315d StGB differenziert in hohem Maß nach der Gefährlichkeit der jeweiligen Tat. In den Fällen des § 315d Abs. 1 StGB kann eine Freiheitsstrafe von bis zu zwei Jahren oder eine Geldstrafe verhängt werden. Gefährdet der Täter durch das Rennen fahrlässig einen anderen Menschen, ist eine Freiheitsstrafe von bis zu drei Jahren möglich. Erfolgt die Gefährdung vorsätzlich, können bis zu fünf Jahre Haft verhängt werden. Die Erfolgsqualifikation hebt den Strafrahmen schließlich auf eine Freiheitsstrafe von einem bis zu zehn Jahren Freiheitsstrafe an. Auch für die Strafzumessung im Einzelfall besitzt die Gefährlichkeit des Täterverhaltens hohe Bedeutung. So kann etwa berücksichtigt werden, welche Geschwindigkeiten die Täter erreicht haben, wie viele und welche Verkehrsverstöße sie während des Rennens begangen haben und an welchem Ort sie das Rennen veranstaltet haben.
Die Tat wird als Offizialdelikt von Amts wegen verfolgt, sodass der Strafantrag eines Gefährdeten zur Strafverfolgung nicht erforderlich ist. Sobald das Delikt beendet ist, beginnt gemäß § 78a StGB die Verfolgungsverjährung. Das Grunddelikt verjährt aufgrund seines Strafrahmens gemäß § 78 Abs. 3 Nr. 5 StGB innerhalb von drei Jahren. Die Qualifikationen verjähren wegen ihres höheren Strafrahmens nach fünf und die Erfolgsqualifikation nach zehn Jahren.
Gemäß § 69 Abs. 2 Nr. 1a StGB ist dem Täter in der Regel die Fahrerlaubnis zu entziehen. Gemäß § 315f S. 1 StGB kann das Gericht ferner dessen Tatfahrzeug einziehen. Überdies wird die Tat ins Fahreignungsregister eingetragen. Da § 315f S. 2 StGB auf § 74a, § 74b StGB verweist, ist die Einziehung auch in Fällen möglich, in denen das Fahrzeug im Eigentum des Dritten steht, etwa einer Autovermietung. Allerdings kommt dies nur unter weiteren Voraussetzungen in Betracht; so etwa, wenn der Dritte Mitverantwortung für die Tat trägt. Dies trifft beispielsweise zu, wenn er leichtfertig dazu beigetragen hat, dass das Fahrzeug für das Rennen genutzt worden ist. Die Einziehung eines täterfremden Fahrzeugs ist ebenfalls möglich, wenn zu befürchten ist, dass das Fahrzeug für weitere Straftaten genutzt wird.

## Gesetzeskonkurrenzen
Werden im Zusammenhang mit einer Tat nach § 315d StGB weitere Delikte verwirklicht, stehen diese zur Beteiligung am Kraftfahrzeugrennen in Gesetzeskonkurrenz.
Eine solche Konkurrenz kann zunächst dadurch hervorgerufen werden, dass der Täter mehrere Varianten des § 315d StGB verwirklicht. Dies kommt vor allem bei Rennveranstaltern in Betracht. Findet das Rennen statt, machen sich diese in aller Regel zusätzlich zu ihrer täterschaftlichen Strafbarkeit nach § 315d Abs. 1 Nr. 1 StGB als Anstifter oder Gehilfen der Fahrer nach § 315d Abs. 1 Nr. 2 StGB strafbar. Beide Strafbarkeiten stehen, da sie unterschiedliche Gefährdungsvorwürfe enthalten, zueinander im Verhältnis der Tateinheit (§ 52 StGB).
Die Strafbarkeit der Rennfahrer nach § 315d Abs. 1 Nr. 2 StGB kann vor allem zu Körperverletzungs- und Tötungsdelikten in Konkurrenz stehen, wenn es zu einem Unfall mit Personenschaden kommt. Die fahrlässige Tötung (§ 222 StGB) und die fahrlässige Körperverletzung (§ 229 StGB) werden durch die speziellere Regelung des § 315d Abs. 5 StGB verdrängt. Vorsätzliche Verletzungen und Tötungen stehen demgegenüber in Tateinheit zur Beteiligung am Kraftfahrzeugrennen. Relevanz besitzt dies insbesondere für eine eventuelle Strafbarkeit wegen Mordes. Der hierfür notwendige Tötungsvorsatz lässt sich zwar nur schwer nachweisen, ausgeschlossen ist dies allerdings nicht.

## Kriminologie
Das Bundeskriminalamt gibt jährlich eine Statistik über alle in Deutschland gemeldeten Straftaten heraus, die Polizeiliche Kriminalstatistik. Diese erfasst jedoch nicht den Tatbestand des § 315d StGB, was es im Vergleich zu anderen Straftatbeständen erschwert, zuverlässige statistische Aussagen zu treffen. So ist insbesondere nicht bekannt, wie viele Fälle des Delikts jährlich angezeigt werden.
§ 315d StGB findet allerdings – häufig vermengt mit anderen Verkehrsdelikten – in einigen spezielleren Statistiken Erwähnung. So lässt sich festhalten, dass 20 Prozent der rund fünf Millionen von der Staats- und Amtsanwaltschaft erledigten Ermittlungsverfahren Verkehrsstraftaten betreffen. Davon entfallen rund 40.000 pro Jahr auf Verkehrsstraftaten mit fahrlässiger Tötung sowie gemeingefährliche Straftaten nach den § 315 bis § 315d StGB, ausgenommen Straßenverkehrsgefährdungen durch Trunkenheitsfahrten, sowie 900.000 auf die übrigen Verkehrsstraftaten. Ebenso ist bekannt, dass etwa 6.000 der 640.000 pro Jahr von den vor dem Amtsgericht erledigten Strafverfahren Verkehrsstraftaten mit fahrlässiger Tötung sowie gemeingefährliche Straftaten nach den § 315 bis § 315d StGB, ausgenommen Straßenverkehrsgefährdungen durch Trunkenheitsfahrten, zum Gegenstand haben. 2023 kam es in Bezug auf verbotene Kraftfahrzeugrennen zu 1.507 Aburteilungen und 1.110 Verurteilungen. Damit bewegt sich die Häufigkeit des Delikts auf einem ähnlichen Niveau wie die Gefährdung des Straßenverkehrs. Die größte Praxisrelevanz besaß hierbei der Einzelrasertatbestand, auf den 733 Aburteilungen und 630 Verurteilungen entfielen.